# Карачарово (Муром)
Карача́рово — микрорайон города Мурома Владимирской области России. До включения в черту города в 1960 году — село на южной окраине Мурома. До упразднения уездно-губернского деления волостной центр Карачаровской волости Муромского уезда. 
По одной из версий былины, в селе родился богатырь Илья Муромец.

## Топонимика
В советское время, после присоединения Карачарова к городу Мурому все улицы были переименованы. История сохранила часть исконных названий.
Улицы
- Афон — ныне Грибоедова.
- Крестец (названа за расположение между церквями), или — Красная задворка (здесь за дворами на отшибе жили нищие) — ныне Красный Октябрь.
- Бутырка (стоящее на отшибе жильё) — ныне Красный Октябрь.
- Троицкая (по Свято-Троицкому храму) — ныне улица Мира.
- Гурьевская (по храму Гурия, Самона и Авива) — ныне улица Ярославского.
- Приокская — улица, на которой, по преданию, стояла изба Ильи Муромца. Ныне на том месте установлена мемориальная доска.

## История
Карачарово появилось в письменных источниках в XVII веке как вотчина князей Черкасских, от них перешло к Шереметевым. Во второй половине XVIII века село Карачарово «с людьми и со крестьяны» принадлежало жене графа А. К. Разумовского Варваре Петровне, урождённой графине Шереметевой. Затем, с приданым Екатерины Алексеевны Разумовской оно перешло к министру народного просвещения графу Сергею Семёновичу Уварову.

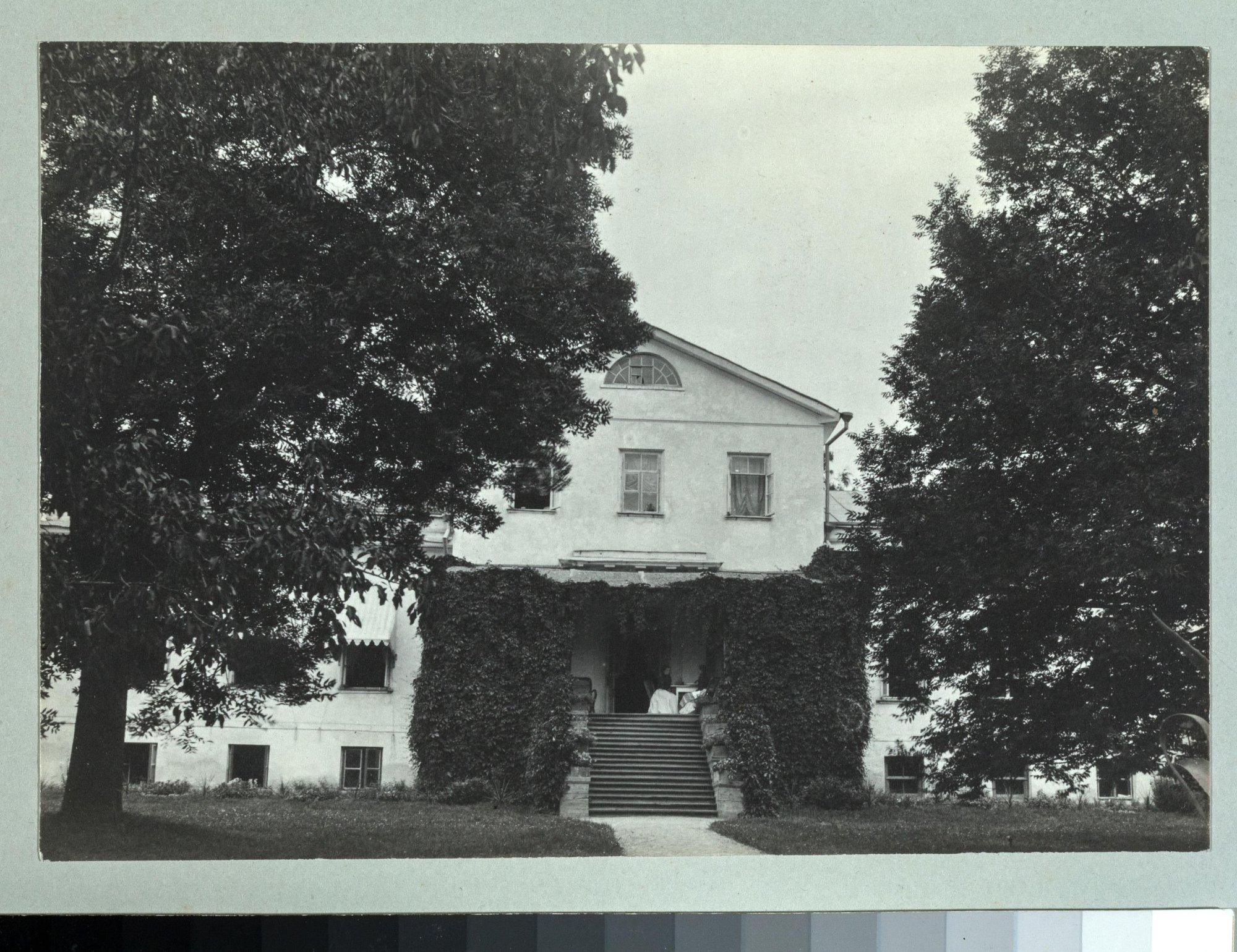
Карачарово. Вид дома имения «Красная гора» графа Уварова (обратная сторона фасада). Около 1899 г.

К электросети село было подключено в 1934 году.
В 1960 году село Карачарово передано в городскую черту города Мурома.

## Население
Население в 1859 году — 2673 чел., в 1897 году — 2134 чел.

## Известные уроженцы, жители
С 1852 года в муромском имении «Красная гора» долгие годы проживал археолог граф Алексей Сергеевич Уваров, на землях которого им была открыта и исследована Карачаровская стоянка каменного века, что подтвердило гипотезу об обитаемости центра России в палеолите.
В селе Карачарово родился Герой Советского Союза Алексей Кукин.

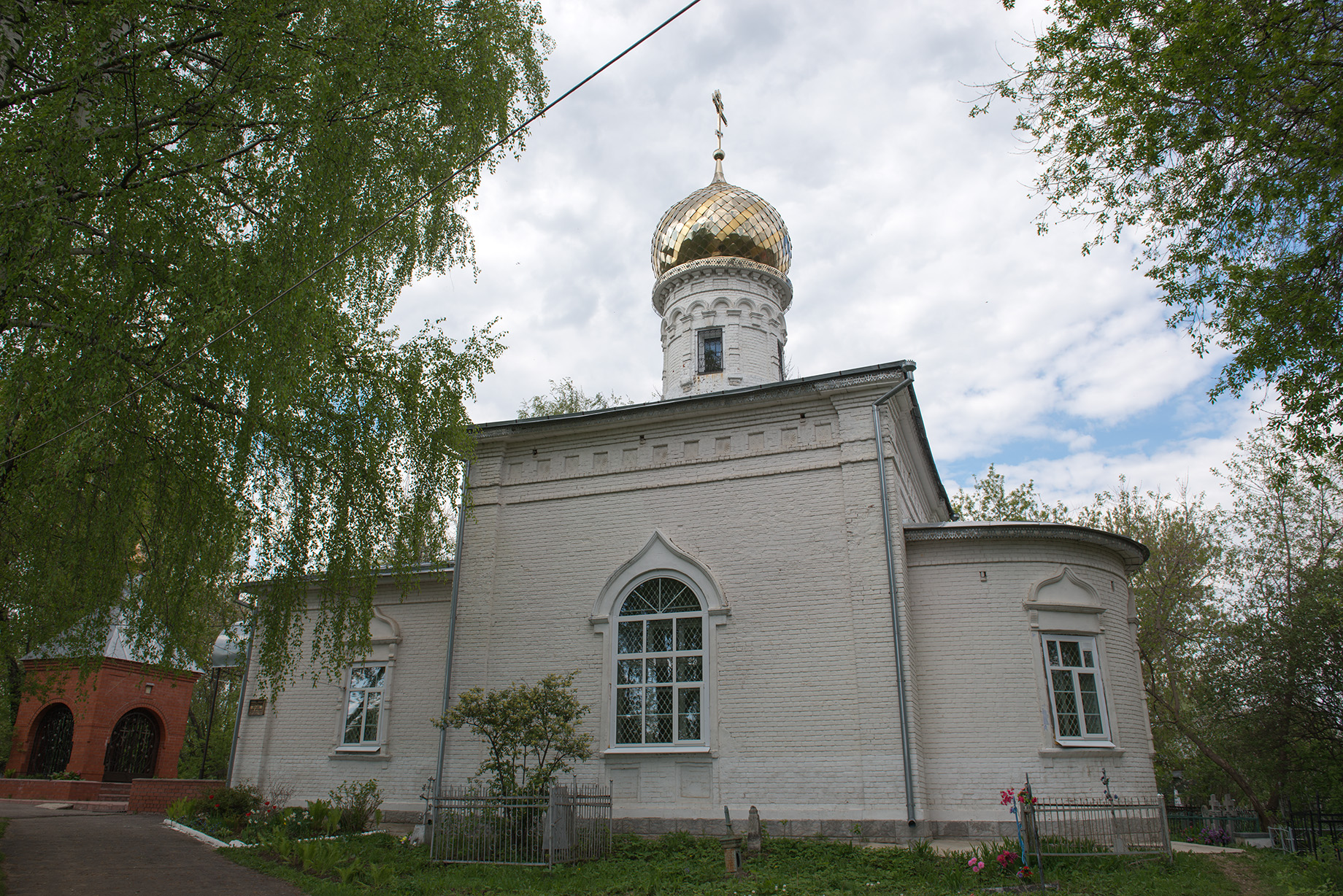
Церковь свв. Гурия, Самона и Авива

В день памяти Ильи Муромского, 1 января 1993 года в Карачарове была открыта церковь Гурия, Самона и Авива.